# يوكا تسوجي
يوكا تسوجي (باليابانية: 辻結花؛ بالكانا: つじ ゆか) هي فنانة الدفاع عن النفس يابانية، ولدت في 11 ديسمبر 1974 في أوساكا في اليابان.

## وصلات خارجية
- يوكا تسوجي على موقع شيردوغ (الإنجليزية)
- يوكا تسوجي على موقع قاعدة بيانات المصارعة الدولية (الإنجليزية)